# 狭瓣龙胆
狭瓣龙胆（学名：Gentiana taiwanica）是龙胆科龙胆属的植物，为台灣特有植物。分布在台湾高山。

## 分類
台灣學界普遍將狭瓣龙胆視作玉山龙胆的異名，但在世界在线植物志上它被視為一獨立的種。